# Weedmaps
Weedmaps est un site communautaire sur le cannabis qui permet aux utilisateurs d'examiner et de discuter des variétés de cannabis et des dispensaires de cannabis à proximité.
Le site web est semblable à Yelp ou aux Pages Jaunes et contient une base de données de plus de 3 000 dispensaires de cannabis médical et récréatif, et plus de 950 variétés de cannabis. La société a été lancée en juillet 2008 par Justin Hartfield et Keith Hoerling. Le site attire près de deux millions de visiteurs par mois[Quand ?] et a un revenu annuel de 18 millions de dollars,,. Chris Beals est le président de la société Weedmaps Media

## Histoire
Un article de 2009 du New York Daily News dit de Weedmaps, « Il y a un nouveau paradis pour les stoners sur le Web » qui est un site « où les patients traités à base de cannabis médical peuvent se connecter avec d'autres patients dans leur région, de discuter librement et de découvrir les dispensaires locaux. »
En novembre 2010, WeedMaps a été acquis par General Cannabis Incorporated pour un montant non divulgué. Dans le cadre de l'acquisition, le fondateur de Weedmaps, Justin Hartfield, est devenu WeedMaps Chief Web Officer.
Un article de 2010 sur TechCrunch indiquait que WeedMaps a augmenté ses revenus mensuels de 20 000 $ en 2009 à 400 000 $ en 2010, avec environ 50 000 utilisateurs enregistrés.
En novembre 2011, Weedmaps a acquis le site Marijuana.com pour 4,2 millions de dollars. L'acquisition comprenait le nom de domaine Marijuana.com ainsi que l'ensemble du contenu du site.
En décembre 2011, Weedmaps a acquis MMJMenu, un logiciel développé à Denver qui fournit « un logiciel d'entreprise pour les dispensaires de cannabis médical ». Le logiciel gère l'ensemble des opérations de la gestion des patients au contrôle de l'inventaire en passant par la caisse lors de la vente. MMJMenu permet aux entreprises du cannabis de suivre leurs ventes et leurs revenus de la graine à la vente, et est utilisé dans des États comme la Californie, le Colorado, Washington et le Michigan.
En février 2013, General Cannabis a revendu toutes ses activités liées au cannabis, y compris WeedMaps, aux fondateurs d'origine.
En juin 2013, Hartfield et son partenaire d'affaires et chef de l'exploitation Doug Francis ont officiellement annoncé la formation de Ghost Group et de ses filiales, la société Emerald Ocean Capital, la première société de capital-risque à connecter et d'investir par le biais de « Nouvelles Entreprises du Secteur du Cannabis Médical et Légal »,.
Aussi, en juin 2013, Business Insider a surnommé Hartfield « Le premier capital-risqueur de l'industrie du cannabis ».
En 2021, le joueur de basket-ball Kevin Durant signe un contrat de partenariat et de sponsoring avec Weedmaps expliquant vouloir cesser de « stigmatiser l’usage du cannabis dans le monde du sport et de normaliser son approche ».

## Produits et services

### Contenu
Weedmaps fournit des services d'inscription pour les dispensaires de cannabis médical, les médecins et de la livraison aux États-Unis. Le site accepte les commentaires de tous les patients. En plus de ses activités entrepreneuriales et sociales, Weedmaps organise des événements sur le cannabis médical et promeut l'activisme et l'accès sûr.

### Communauté
Weedmaps combine des avis sur les dispensaires et une fonctionnalité de réseau social pour créer sa communauté en ligne. Le site comprend un forum, une messagerie privée, un job board, et Q&A à partir d'autres patients.

### Carte géolocalisée
Weedmaps propose une interface à la Google Maps qui met en évidence les dispensaires les plus proches de l'utilisateur. La fonctionnalité présente également des publicités pour les dispensaires basés au plus proche de la position géographique d'un utilisateur.

### Applications mobiles
Weedmaps est l'application mobile du domaine du cannabis la plus largement utilisée et téléchargée sur les magasins d'application d'Android et d'Apple,.

### Présence à l'international
Weedmaps a un bureau à Barcelone et un bureau à Berlin. L'entreprise développe également des partenariats avec des sites internet européens traitent du cannabis comme Newsweed en France.

## Critique

### Controverse
Plusieurs audits ont montré que certains commentaires des applications Weedmaps étaient suspects. La majorité des critiques auraient été réalisées à partir d'un petit groupe d'adresses IP qui ont tous donné de bons commentaires du site. Une analyse indépendante du texte de commentaires estime que 62 % des commentaires sont faux. Un audit de la société Fakespot a constaté que seulement 38 % des commentaires étaient valides sur Weedmaps. Fakespot OSC Ming Ooi a donné Weedmaps une note F. Weedmaps maintient également une liste de dispensaires n'ayant pas de licence.